# Hornskov Bakker
Hornskov Bakker (på tysk Hornholzer Höhen) er et naturfredet område beliggende ved det sydlige Flensborg i Sydslesvig i den nordtyske delstat Slesvig-Holsten. Det 96 ha store område har fået navn efter den lille bebyggelse Hornskov og strækker sig over kommunerne Flensborg, Oversø, Hanved og Freienwill. Bakkeområdet ligger tæt ved Flensborg-Rude, Tostrup og Jaruplund.
Området domineres af let kuperede morænejorder med (sumpede) vandområder, græsningsarealer og levende hegn og er gennemskåret af små åer og skove. I nord skærer åen Vestenvad området. Hornskov Bakker er habitatområde for en række dyrearter såsom rødrygget tornskade, engpiber, bynkefugl, halemejsen, rørspurven og stenpikker samt flere guldsmede- og frø-arter og flagermuse. Blandt plantearter kan nævnes vandrøllike, kragefod, gul iris, nyserøllike, engkabbeleje og lægebaldrian.
Hornskov Bakker er nævnt i et lokalt folkesagn.